# Domingos Gomes dos Santos
Domingos Gomes dos Santos (Campos dos Goytacazes, 20 de janeiro de 1846 – Rio de Janeiro, 30 de outubro de 1922) foi um rábula, orador, jornalista, solicitador e abolicionista brasileiro conhecido em sua época como "o Radical".

## Biografia
Nasceu na cidade de Campos dos Goytacazes, a 20 de janeiro de 1846. De ascendência negra, seus pais eram fazendeiros. Muito criança ainda, veio para o Mosteiro de S. Bento, onde aprendeu a ler e fez seus preparatórios. Em seguida cursou a antiga Escola Central, diplomando-se em engenharia e exercendo sucessivamente diversos cargos, inclusive o de delegado de polícia, no início do século XX.
Em 1882 passou a ser colaborador da Gazeta da Tarde de José do Patrocínio. Proclamou diversas conferências nos teatros Phenix e Recreio Drammatico, tornando-se signatário da Confederação Abolicionista em agosto de 1883.
Exercendo o cargo de solicitador (auxiliar de advogado), Domingos se notabilizou na Corte como especialista na libertação de escravos mediante arbitramento e depósito do pecúlio. Por essa razão tornou-se conhecido nacionalmente como "o Radical". Em 1890, no jornal Novidades, publicou manifesto pela abertura do Congresso Constituinte da República Brasileira.
Em 1909 apoiou a candidatura da Junta Central Pró Hermes-Wenceslau, chegando a recepcioná-los em discurso a favor, fato do qual viria a arrepender-se mais tarde.
Em 1910 ocupou o cargo de auxiliar do Delegado do Ministério da Agricultura no Território do Acre, se estabelecendo na mesorregião do Vale do Juruá. Desempenhou o cargo de ajudante de Inspetoria agrícola nos últimos doze anos de sua vida, mesmo transferindo-se de volta para o Rio de Janeiro. Em 8 de abril de 1914, mediante o seu afastamento do Território do Acre, o então Ministro da Agricultura Manuel Edwiges Queirós Vieira mandara providenciar, em documento oficial, que Domingos reassumisse a sede de sua repartição dentro do prazo de 60 dias sob pena de ser exonerado por abandono de emprego.

## Vida pessoal
Amigo íntimo dos principais abolicionistas que marcaram o período de transição do Império para a República, como Benjamin Constant, Quintino Bocayuva, Floriano Peixoto, Silva Jardim, João Clapp e Saldanha Marinho, o "Radical" era uma figura bastante conhecida, muito estimada de todas as pessoas de suas relações. A longevidade lhe conferiu uma estreita e duradoura amizade com o revolucionário Lopes Trovão. Em sua idade avançada, discursava em praças públicas, reunia multidões e demonstrava orgulho quando o chamavam de "o Radical", chegando até a usar o apelido nos seus cartões de visitas.
Relatos da época indicavam que andava invariavelmente vestindo terno de frack, usando cartola e sempre de monóculo. O periódico O Paiz chegou a noticiar, por intermédio de seu falecimento, que, com a morte de Domingos, "desapareceu da circulação urbana a última cartola republicano-histórica... O morto de agora, cuja ação na propaganda bastara a popularizá-lo, era conhecido ao longe pelo sinal semafórico de Grande Homem à vista! que o seu haut-de-forme, erguido sobre o mar humano da Avenida, indicava à distância. (...) A cartola de Lopes Trovão, como a de Coelho Lisboa e a de Domingos Gomes dos Santos, era, em última análise, o símbolo de uma época."

## Falecimento
Morreu em sua residência, no bairro de Botafogo, na rua Silva Manoel nº 32 e o sepultamento realizou-se às 10:30h da manhã seguinte, no Cemitério São João Batista.